# ستايسي كار
ستايسي كار (بالإنجليزية: Stacey Carr)‏ هي لاعب هوكي الحقل نيوزيلندية، ولدت في 6 أبريل 1984 في أشبورتون ‏ في نيوزيلندا.

## وصلات خارجية
- ستايسي كار على موقع أوليمبيديا (الإنجليزية)
- ستايسي كار على موقع اللجنة الأولمبية النيوزيلندية (الإنجليزية)